# 美濃町 (春日井市)
美濃町（みのまち）は、愛知県春日井市にある地名。現行行政地名は美濃町1丁目から美濃町3丁目。

## 地理
春日井市西部に位置する。東は稲口町、西は味美西本町・味美上ノ町、南は味美町、北は稲口町・下屋敷町に接する。

## 歴史

### 町名の由来
寛文6年、美濃国各務村（現各務原市）からの移住者によって開拓されたため、美濃前・美濃新田と称されていたことに由来する。

### 沿革
- 1970年（昭和45年） - 春日井市味美美濃町・味美知多町の各一部により、同市美濃町として成立[1]。
- 1983年（昭和58年） - 春日井市稲口町の一部を編入[1]。

## 世帯数と人口
2019年（平成31年）4月1日現在の世帯数と人口は以下の通りである。
| 丁目        | 世帯数    | 人口    |
| ----------- | --------- | ------- |
| 美濃町1丁目 | 410世帯   | 946人   |
| 美濃町2丁目 | 359世帯   | 749人   |
| 美濃町3丁目 | 515世帯   | 1,203人 |
| 計          | 1,284世帯 | 2,898人 |

### 人口の変遷
国勢調査による人口の推移
| 1995年（平成7年）  | 2,077人 | [ 7 ]  |  |
| 2000年（平成12年） | 2,109人 | [ 8 ]  |  |
| 2005年（平成17年） | 2,280人 | [ 9 ]  |  |
| 2010年（平成22年） | 2,472人 | [ 10 ] |  |
| 2015年（平成27年） | 2,595人 | [ 11 ] |  |

## 学区
市立小・中学校に通う場合、学区は以下の通りとなる。また、公立高等学校に通う場合の学区は以下の通りとなる。
| 丁目        | 番・番地等 | 小学校               | 中学校               | 高等学校 |
| ----------- | ---------- | -------------------- | -------------------- | -------- |
| 美濃町1丁目 | 全域       | 春日井市立味美小学校 | 春日井市立知多中学校 | 尾張学区 |
| 美濃町2丁目 | 全域       | 春日井市立味美小学校 | 春日井市立知多中学校 | 尾張学区 |
| 美濃町3丁目 | 全域       | 春日井市立味美小学校 | 春日井市立知多中学校 | 尾張学区 |

## 交通
- 愛知県道62号春日井稲沢線

## 施設
- 春日井市消防本部消防署西出張所北緯35度14分33.5秒 東経136度56分17.3秒 / 北緯35.242639度 東経136.938139度
- 曹洞宗青原寺北緯35度14分35秒 東経136度56分22.5秒 / 北緯35.24306度 東経136.939583度
- 美濃町公園北緯35度14分27秒 東経136度56分32.2秒 / 北緯35.24083度 東経136.942278度

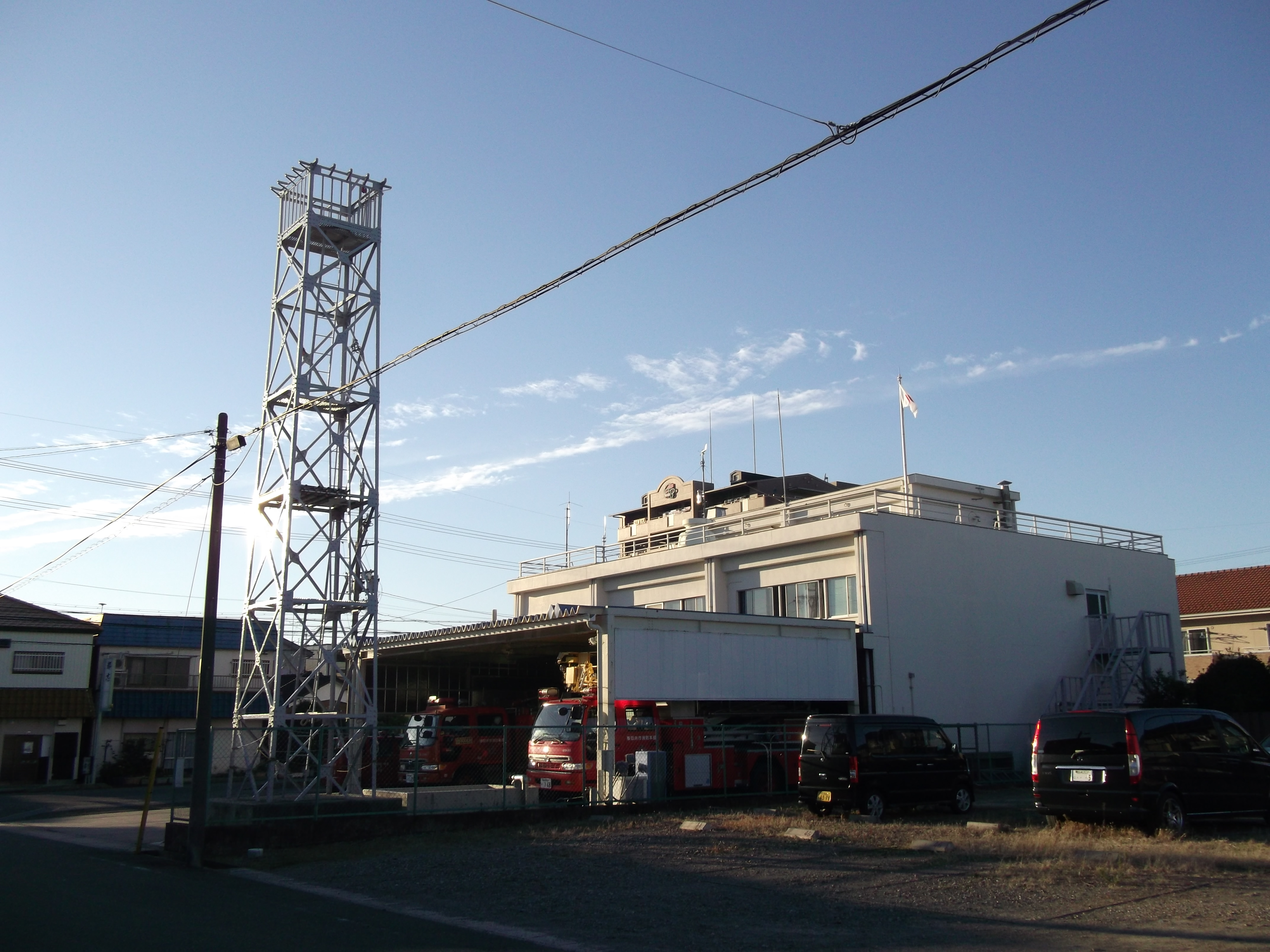
春日井市消防本部消防署西出張所（2014年11月）

## その他

### 日本郵便
- 郵便番号 : 486-0917[4]（集配局：春日井郵便局[14]）。